# Euphaedra janassa
Euphaedra janassa är en fjärilsart som beskrevs av Carl von Linné 1764. Euphaedra janassa ingår i släktet Euphaedra och familjen praktfjärilar. Inga underarter finns listade i Catalogue of Life.